# Словенська Вас
Словенська Вас (словен. Slovenska vas) — поселення в общині Кочев'є, регіон Південно-Східна Словенія, Словенія. Висота над рівнем моря: 472,7 м.